# Bhavnagar
Bhavnagar (gudżarati: ભાવનગર, hindi भावनगर) – miasto w zachodnich Indiach, nad Zatoką Kambajską, w stanie Gudźarat. 
W 1991 miasto zamieszkiwało ok. 402 tys. mieszkańców.

## Historia
Miasto zostało założone w 1723. Było ono stolicą księstwa radźputańskiego klanu Gohel. 

## Przemysł
W mieście został rozwinięty przemysł włókienniczy, spożywczy, ponadto chemiczny, metalowy, drzewny oraz materiałów budowlanych.

## Miasta partnerskie
- Loughborough, Wielka Brytania